# Kanton Herblay-sur-Seine
Kanton Herblay-sur-Seine is een kanton van het Franse departement Val-d'Oise. Kanton Herblay-sur-Seine maakt deel uit van het arrondissement Argenteuil.

## Geschiedenis
Het kanton Herblay omvatte tot 2014 twee gemeenten: De hoofdplaats Herblay en La Frette-sur-Seine. Door de herindeling van de kantons bij decreet van 27 februari 2014, met uitwerking in maart 2015, werd de gemeente Montigny-lès-Cormeilles aan het kanton toegevoegd. In november 2018 werd de gemeente Herblay hernoemd naar Herblay-sur-Seine en per 27 februari 2021 werd het ook kanton hernoemd naar Herblay-sur-Seine.

## Gemeenten
Het kanton Herblay-sur-Seine omvat de volgende gemeenten:
- La Frette-sur-Seine
- Herblay-sur-Seine (hoofdplaats)
- Montigny-lès-Cormeilles